# Canarische cleopatra
De Canarische cleopatra (Gonepteryx cleobule) is een vlindersoort uit de familie Pieridae (witjes) en de onderfamilie Coliadinae.
De waardplanten voor deze soort zijn Rhamnus glandulosa en Rhamnus crenulata.
De vlinder is alleen bekend van de Canarische Eilanden.
De wetenschappelijke naam werd gepubliceerd in 1831 door Hübner.